# 参孙选项

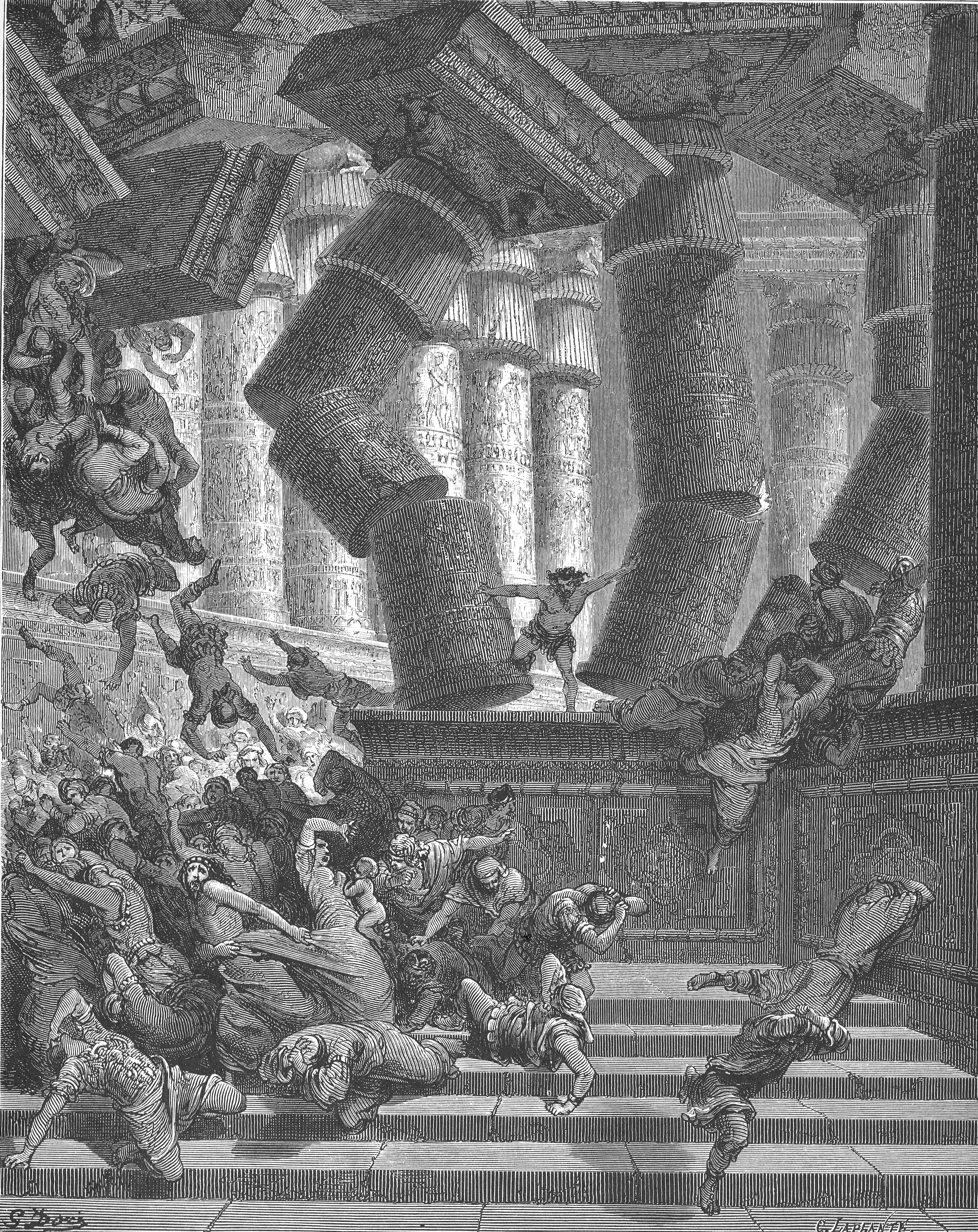
根据《圣经》中的描述，参孙在死前抓住了非利士人大袞神庙的两根柱子，“就尽力屈身，房子倒塌，压住首领和房内的众人。”

参孙选项（希伯來語：‎，羅馬化：b'rerat shimshon）是部分军事专家及作家形容以色列用核武器进行战略威慑的术语，专指该国在遭到大规模入侵或大部分地区遭摧毁时反击侵略的最后手段。不过该术语有时也用于形容非以色列和非核的反击手段，如法塔赫领导人亚西尔·阿拉法特的反击手段有时也被称为“参孙选项”。
参孙是《圣经》中以色列人的士师，他推倒了非利士人神殿中的柱子，塌下来的天花板将他与数千个俘虏他的非利士人一同埋葬，同时参孙高喊：“我情愿与非利士人同死！”

## 核模糊政策
以色列一直以来拒绝承认或否认自己是否拥核，而是采用战略模糊的政策，被称为“核模糊”或“核不透明”。这一举措使得除以色列政府以外的其他势力很难获悉该国真实的的核政策，但同时也能影响到别国政府对该国的看法、战略和行动。不过多年来已有很多以色列政府要员公开承认了该国的核能力，如1974年的伊弗雷姆·卡齐尔、1981年的摩西·达扬、1998年的西蒙·佩雷斯以及2006年的埃胡德·奥尔默特皆承认了这一点。
2006年，罗伯特·盖茨在任命他为国防部长的参议院会议上承认了以色列拥核的事实。在两年后的2008年，美国前总统吉米·卡特则声称以色列拥有的核武器数量为“150枚甚至更多”。
耶路撒冷希伯来大学军事史教授马丁·范克勒维尔德在其2008年出版的书籍《战争的文化》中写道，自盖茨承认以色列拥核以来，该国任何讨论核武器的言论都有可能导致“逮捕、审判及监禁”，因此很多以色列军事评论家会用“世界末日武器”或“参孙选项”等词语指代该国的核武器。
不过尽管如此，早在1975年中央情报局就认为以色列拥有10到20枚核武器。而到了2002年，以色列的热核武器数量据估计已达到75至200件，且每件的当量都达百万吨级。而根据肯尼思·S·布劳尔的估计，以色列的核武器数量已达400枚，且具备从地面、海上及空中使用这些核武器的能力，这使得以色列在大部分地区被摧毁的情况下依旧能够实施二次打击。
美国调查记者、普利策奖获得者及政治作家西摩·赫什于1992年撰写了《参孙选择：以色列核武库与美国外交政策》一书。他在序言中写道：“这是一本关于以色列如何秘密成为拥核国家的书。此外该书还介绍了这个秘密如何被分享、默许且自艾森豪威尔时代起就被美国军政高层刻意忽视的。”

## 核威慑
尽管核武器被视为以色列国防的最终保障，但早在20世纪60年代，该国避免围绕核武器建设军队，而是追求绝对的常规战争优势，以防止发生核冲突。根据美国记者西摩·赫什与以色列历史学家阿夫纳·科亨的说法，“参孙选项”这一术语是大衛·本-古里安、希蒙·佩雷斯、列维·艾希科尔以及摩西·达扬等以色列政要在20世纪六十年代中期创立的。该名称得名于《圣经》人物参孙，此人被菲利士人俘虏并被挖去双眼。当菲利士人在神庙中羞辱参孙时，作为报复他拉断了菲利士人神庙的柱子，坍塌的神庙使他与数千菲利士人同归于尽。此外他们还将其与马萨达围城战相提并论，此役有936名被围困的犹太短剑党人选择自杀，避免了被罗马人俘虏及奴役的厄运。
《纽约时报》在标题为《六日战争的最后秘密》的文章中报道，在六日战争前几天，以色列计划通过直升机向西奈半岛派遣一队伞兵，其任务是在山顶安装并远程引爆一枚核弹，以达成向周边交战国家发出警告的目的。尽管以军在数量上处于劣势，但在战前就成功消灭了埃及空军，并成功占领了西奈半岛且赢得了最终胜利。以色列退役准将伊扎克·雅科夫将这次行动称为以色列“参孙选项”。
在1973年赎罪日战争期间，阿拉伯军队在开战初期对以色列呈泰山压顶之势。时任总理果尔达·梅厄下令发出核警报，并且还下令准备13枚原子弹供导弹和飞机使用。以色列驻美大使还威胁尼克松总统，如若不提供空运援助，“将会产生非常严重的后果”，使得尼克松总统同意了援助。很多军事评论家认为，此次事件乃是以色列首次使用“参孙选项”进行威胁。
西摩·赫什还在书中写道，“梅纳赫姆·贝京领导的利库德集团在1977年5月的全国选举中意外获胜……新掌权的政府比工党政府更加重视参孙选项且更认可以色列核武库的必要性。”
普渡大学政治学教授路易斯·勒内·贝雷斯是丹尼尔计划的主席，该项目旨在为以色列总理阿里埃勒·沙龙提供咨询服务。他在该项目的最终报告等地方指出，通过结束以色列的核模糊政策可增加“参孙选项”的有效威慑力。在2004年的一篇文章中，他支持用参孙选项的威胁来“支持用常规武器抢占”敌方的核设施及非核设施，因为“若无此类武器，以色列只能依靠常规武器，可能无法对敌人的先手攻击实施回击。”